# 歌川国綱
歌川 国綱（うたがわ くにつな、生没年不詳）とは、江戸時代の浮世絵師。

## 来歴
初代歌川豊国の門人。文政11年（1825年）建立の豊国先生瘞筆之碑に、豊国門人として名が見える。作画期は文政から万延の頃にかけてとされ、合巻などの挿絵を描いている。

## 作品
- 『御贄美少年始』　合巻　※十返舎一九作、弘化4年（1847年） - 安政2年（1855年）刊行。第八編（嘉永6年〈1853年〉）以降の挿絵を担当
- 『侠客伝仦模略説』　合巻　※楽亭西馬作、嘉永3年（1850年） - 安政4年刊行。第九編（嘉永6年）以降の挿絵を担当
- 『全盛玉菊譚』　合巻　※鈍亭魯文作、安政5年 - 万延2年（1861年）刊行
- 『御狂言楽屋本説』第二編　※三亭春馬作、安政6年刊行
- 『花摘籠五十三駅』　合巻　※柳水亭種清作、安政7年刊行